# Д’Агостини, Мэтт
Мэ́ттью (Мэтт) Д’Агости́ни (англ. Matthew "Matt" D'Agostini; 23 октября 1986, Су-Сент-Мари, Онтарио, Канада) — канадский хоккеист, правый нападающий клуба Швейцарской национальной лиги (NL) «Амбри-Пиотта». На Драфте НХЛ 2005 был выбран «Монреаль Канадиенс» в 6-м раунде под общим 190-м номером . Выступал за клубы Национальной хоккейной лиги (НХЛ): «Монреаль Канадиенс», «Сент-Луис Блюз», «Миннесота Уайлд», «Нью-Джерси Девилз», «Питтсбург Пингвинз» и «Баффало Сейбрз».
Обладатель Кубка Колдера (2007) в составе «Гамильтон Булдогс». В 2005 году включался во вторую сборную новичков Хоккейной лиги Онтарио (OHL).

## Карьера
Д’Агостини начал свою карьеру в детских чемпионатах хоккея на роликах. С 2004 года он выступал в Хоккейной лиге Онтарио за клуб «Гелф Шторм». В своём первом же сезон в составе «Гелф» он стал лучшим снайпером лиги среди новичков.
На драфте НХЛ 2005 года Д’Агостини выбран в 6-м раунде под общим 190 номером командой «Монреаль Канадиенс». Сезон 2006-07 он полностью провёл в фарм-клубе «Канадиенс» в Американской хоккейной лиги (АХЛ) «Гамильтон Булдогс». Д’Агостини провёл свою первую игру в Национальной хоккейной лиге (НХЛ) 3 апреля 2008 года, когда «Монреаль» встречался с «Баффало Сейбрз». Мэтт забил свой первый гол в НХЛ 2 декабря 2008 года в ворота команды «Атланта Трэшерз».
2 марта 2010 года Д’Агостини был отдан в «Сент-Луис Блюз» в обмен на Аарона Палушай. 1 июля 2011 года Д’Агостини подписал новый двухлетний контракт с «Блюз». В сезоне 2012/13 в период локаута Д’Агостини выступал в клубе Второй немецкой бундеслиги «Риссерзее». В 10-и матчах турнира канадец заработал 8 (2+6) очков.
22 марта 2013 года «Сент-Луис» обменял Д’Агостини и выбор в седьмом раунде драфта 2015 года в «Нью-Джерси Девилз» на выбор в пятом раунде того же драфта. Сезон 2013/14 Мэтт начинал в «Питтсбург Пингвинз», но после 8 проведённых матчей покинул клуб и перешёл в «Баффало Сейбрз». За «Сейбрз» нападающий сыграл в 49-и матчах, в которых набрал 11 (5+6) результативных баллов. По окончании сезона «Баффало» не стал продлевать контракт с нападающим, и он подписал однолетний контракт с клубом Швейцарской национальной лиги (NLA) «Женева-Серветт». По словам игрока, Женева был его приоритетным городом для продолжения карьеры.
Нападающий сразу демонстрировать высокую результативность, став лучшим бомбардиром команды. В матчах Лиги чемпионов он набрал 13 (5+8) результативных балов в 8-и матчах и заработал 37 (14+23) очков в 40 играх NLA. «Женева-Серветт» по окончании сезона продлила контракт с канадцем на 2 года; в договор была включена опция о досрочном расторжении при предложении из НХЛ. Однако, Мэтт провёл ещё только один сезон в Женеве и, до окончания контракта, перешёл в другой клуб лиги — «Амбри-Пиотта». В новом клубе Д’Агостини продолжить показывать высокую эффективность в атаке. Клуб трижды продлевал контракт с Мэттом на год, а 22 мая 2020 года подписал новый соглашение с игроком до окончания сезона 2021/22.

## Стиль игры
Д’Агостини демонстрирует техничный и умный хоккей. Эксперты отмечают умение нападающего использовать свою скорость, чтобы находить свободные зоны на площадке. Главный тренер «Женева-Серветт» Крис Максорли выделял высокую максимальную скорость Д’Агостини и его снайперские качества.

## Статистика
| Легенда | Легенда                    | Легенда | Легенда                   | Легенда | Легенда    |
| ------- | -------------------------- | ------- | ------------------------- | ------- | ---------- |
| И       | Количество проведённых игр | Штр     | Штрафное время            | +/−     | Плюс-минус |
| Г       | Голы                       | П       | Голевые передачи          | О       | Очки       |
| -       | Статистика неизвестна      | —       | Статистика не учитывалась |         |            |

### Клубная
- a В «Плей-офф» учитывается статистика игрока в Плей-ауте.

## Достижения
| Год  | Команда           | Достижение               | Достижение |
| ---- | ----------------- | ------------------------ | ---------- |
| 2007 | Гамильтон Булдогс | Обладатель Кубка Колдера |            |

| Год  | Команда    | Достижение                               | Достижение |
| ---- | ---------- | ---------------------------------------- | ---------- |
| 2005 | Гелф Шторм | Попадание во вторую Сборную новичков OHL |            |